# 莎草粗毛足蚜
莎草粗毛足蚜（学名：Schizaphis (Paraschizaphis）为常蚜科粗毛足蚜屬下的一个种。